# ألان إم. فرنسيس
ألان إم. فرنسيس (بالإنجليزية: Alan M. Holman)‏ هو لاعب كرة قدم أمريكية أمريكي، ولد في 30 ديسمبر 1904 في ميزوري في الولايات المتحدة، وتوفي في 8 أكتوبر 1994 في فرانكلين في الولايات المتحدة.